# モアボサウルス
モアボサウルス（"Moabosaurus"　"モアブのトカゲ"意味）白亜紀初期の未記載の恐竜の属についた非公式の名前である。アメリカユタ州のモアブ近郊のシーダーマウンテン累層で発見され、カマラサウルス科の可能性がある。Full binomial name（学名式の二名法による名前）は "Moabosaurus utahensis" であり、2006年に世界の巨大恐竜博2006のカタログにて初めて印刷物として発表されている。 "Moabosaurus"は未だ正式な記載はされておらず、裸名であると考えられる。

## 参照
- Anon. (2006) The Gigantic Dinosaur Expo 2006 Official Guidebook. Makuhari Messe International Convention Complex.